# Краткая хроника о королевстве Сицилия
Краткая хроника о королевстве Сицилия (лат. Breve Chronicon de rebus Siculis) — историческое сочинение, посвящённое истории Сицилийского королевства. Охватывает период с 1185 по 1250 гг. Главное содержание составляет рассказ о жизни Фридриха II Гогенштауфена.

## Издания
- Breve Chronicon de rebus Siculis // J.L. Huillard-Breholles. Historia diplomatica Friderici II., vol. I, Paris, 1852, p. 891—908.

## Переводы на русский язык
- Краткая хроника о королевстве Сицилия в переводе с нем. В. Шульзингера по изданию Kaiser Friedrich II. Sein Leben in zeitgenossischen Berichten[1] на сайте Восточная литература